# Numerus Exploratorum Bremeniensium

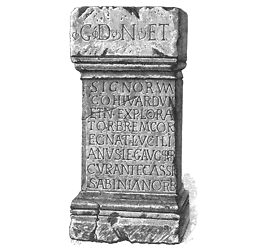
Altar des Tribunen Cassius Sabinianus aus Rochester

Der Numerus Exploratorum Bremeniensium [Gordianus] (deutsch Numerus der Kundschafter in Bremenium [der Gordianische]) war eine römische Auxiliareinheit. Sie ist durch Inschriften belegt.

## Namensbestandteile
- Exploratorum: der Kundschafter oder Späher.

- Bremeniensium: in Bremenium. Der Zusatz bezieht sich auf das römische Hilfstruppenkastell Bremenium.

- Gordianus: der Gordianische. Eine Ehrenbezeichnung, die sich auf Gordian III. (238–244) bezieht. Der Zusatz kommt in der Inschrift (RIB 1262) vor.

## Geschichte
Der Numerus war im 3. Jhd. n. Chr. in der Provinz Britannia stationiert. Er ist erstmals durch die Inschrift (RIB 1262) belegt, die im Kastell Bremenium gefunden wurde und die auf 238/244 n. Chr. datiert ist.

## Standorte
Standorte des Numerus in Britannia inferior waren:
- Bremenium (Rochester): Die Inschriften (RIB 1262, 1270) wurden hier gefunden.

## Angehörige des Numerus
Zwei Kommandeure des Numerus sind bekannt:
- Caepio Charitinus, ein Tribun (RIB 1270)
- Cassius Sabinianus, ein Tribun (RIB 1262)

Beide Tribunen waren zugleich Kommandeure der Cohors I Fida Vardullorum und des Numerus Exploratorum Bremeniensium.